# Dahlica adriatica
Dahlica adriatica is een vlinder uit de familie van de zakjesdragers (Psychidae). De wetenschappelijke naam van deze soort is voor het eerst voorgesteld als Solenobia adriatica door Hans Rebel in een publicatie uit 1919. De spanwijdte van het mannetje bedraagt 11 tot 13 millimeter. Het vrouwtje is vleugelloos.
De soort komt voor in Slovenië, Kroatië en Bosnië en Herzegovina.